# Aniplex
Az Aniplex Inc. (株式会社アニプレックス; Kabusiki Kaisa Anipurekkuszu) (eredetileg Sony Pictures Entertainment (SPE) Visual Works Inc. és Sony Music Entertainment (SME) Visual Works Inc.) japán animét és zenét kiadó cég, ami a Sony Music Entertainment Japan tulajdonában van és 1997 januárjában alapították. Az Aniplex nevéhez fűzhető a Fullmetal Alchemist, a Blood: Az utolsó vámpír és a Ruróni Kensin anime. Az Aniplex a Sony Computer Entertainment animéinek és videójátékainak a zenéit is ki szokta adni.
A Sony Pictures Entertainment (SPE) Visual Works Inc.-t 1995 szeptemberében alapították. 2001-ben Sony Music Entertainment (SME) Visual Works Inc. lett a neve. Ekkor már a Sony Music Entertainment Japan leányvállalata volt. 2003 áprilisában lett Aniplex Inc. a cég neve.
2004-ben az Aniplex megalapította a Sugi Label kiadót ami Szugijama Kóicsi (a Dragon Quest zenéinek komponálója) zenéit adja ki.
2005-ben megalapították az A-1 Pictures stúdiót.

## Animék
Ezeknek az animéknek a kiadását és terjesztését végzi az Aniplex:
- 009-1
- Alice Academy
- Ayakashi Ayashi – Különös történetek a Tenpou-korból
- Bleach
- Blood: Az utolsó vámpír[3]
- Blood+
- Bújj, bújj, szellem! (anime)
- Cyborg Kurocsan
- City Hunter
- Darker than Black
- Dzsagainu-kun
- Demasita! Powerpuff Girls Z
- Dogtato
- D.Gray-man
- Fullmetal Alchemist
- FLAG
- Gallery Fake[3]
- Ginban Kaleidoscope
- Gintama
- Harukanaru Toki no Naka de ~Maihitojo~
- I'll CKBC
- Idaten Jump
- Jakitate!! Japan[3]
- Jing: King of Bandits
- Kage Kara Mamoru!
- Kamichu – Az iskolás istennő
- Kiba
- Kikaider-01 - The Animation - Guitar vo Motta Sonen
- Kukucska kalandjai[3]
- King of Bandit Jing in Seventh Heaven
- Krumplikutya[3]
- Kurosicudzsi
- La Corda D'Oro- Primmo Passzo
- La Corda D'Oro- Szecondo Passzo
- Le Portrait de Petit Cosszette[3]
- Mezame no Hakobune
- Méz és lóhere
- Mirage of Blaze: Rebels of the River Edge
- Naruto
- Naruto sippúden
- Nerima Daikon Brothers – A Nerimai Retkes Bratyók
- Otohime Connection
- Paradise Kiss
- Parappa, a rapper
- Paprika
- Petite Cossette
- Pokoli lány 1, 2 & 3
- R.O.D the TV[3]
- Read or Die – A betűk bűvöletében
- Roudzsin Z
- Ruróni Kensin
- Ruróni Kensin: Cuiokuhen
- Ruróni Kensin: Szeiszóhen
- Szekirei
- Sidzsou Szaikjou no Desi Kenicsi
- Soul Eater
- Submarine 707R[3]
- Sunny Pig[3]
- Tekkon Kinkreet – Harcosok városa
- Tengen Toppa Gurren Lagann
- Terra e...
- Tokyo Pig
- Vampire Knight
- Vampire Knight Guilty
- Wonder Bevil-kun[3]

## Fordítás
Ez a szócikk részben vagy egészben az Aniplex című angol Wikipédia-szócikk fordításán alapul.  Az eredeti cikk szerkesztőit annak laptörténete sorolja fel. Ez a jelzés csupán a megfogalmazás eredetét és a szerzői jogokat jelzi, nem szolgál a cikkben szereplő információk forrásmegjelöléseként.